# Marian Bergeron
Marian Bergeron (West Haven, 3 maggio 1918 – Ohio, 22 ottobre 2002) è stata una modella statunitense, eletta Miss Pittsburgh e Miss America 1933.

## Biografia
Bergeron è stata la più giovane Miss America nella storia, vincendo la corona all'età di quindici anni, ed ha mantenuto il titolo per due anni dato che il concorso non si tenne nel 1934. Uno degli sponsor del concorso, la RKO pictures, rifiutò di premiare la Bergeron con uno screen test perché la vincitrice era troppo giovane.
In seguito intraprese la carriera di cantante di una band, e si esibì con artisti come Rudy Vallee e Guy Lombardo.
Bergeron si sposò per tre volte. Il suo primo matrimonio, con Donald Ruhlman, durò sino alla morte di lui nel 1972, e vide la nascita di tre figli. Il secondo matrimonio, con Frederick Seltzer, durò sino alla morte di lui nel marzo 2002.
Bergeron morì di leucemia in Ohio nel 2002.